# Mark Wahlberg
Mark Robert Michael Wahlberg (Boston, 5 juni 1971) is een Amerikaans filmacteur, filmproducent en voormalig rapper. Hij won onder meer een BAFTA Award (voor Entourage) en een National Board of Review Award (voor The Departed). In 2007 werd hij genomineerd voor een Academy Award en een Golden Globe voor zijn rol in The Departed.

## Biografie

### Jeugd
Wahlberg is de jongste van negen kinderen. Zijn moeder, Alma Elaine (geboren als Donnelly), was bankbediende en verpleegster en zijn vader, Donald Edward Wahlberg, was koerier. De twee scheidden in 1982. De grootvader van vaders kant was van Zweedse afkomst, terwijl de meerderheid van zijn moeders kant Iers is. Als jongen groeide hij op in een van de moeilijkste buurten van Boston. Zijn school maakte hij niet af (zijn middelbareschooldiploma haalde hij pas in juni 2013). In plaats daarvan kwam hij in de criminaliteit terecht. Na delicten als stelen, mensen bedreigen en slaags raken met andere jongeren, moest hij 45 dagen de cel in en na een veroordeling wegens poging tot moord is hij twee jaar gedetineerd geweest in het Suffolk County Deer Island House of Correction. Dit was een moeilijke periode voor Wahlberg, maar hij probeerde zijn frustratie van zich af te schrijven met rapteksten. In het voorjaar van 1989 deed hij samen met zijn broer Donnie Wahlberg auditie voor de jongensgroep New Kids on the Block. Ze werden beiden aangenomen, maar vlak voor het succes verliet Mark de groep.

### Carrière
In 1991 startte hij als Marky Mark een formatie met de naam Marky Mark and the Funky Bunch. De groep had een hit met het nummer Good Vibrations (met medewerking van Loleatta Holloway) met als gevolg ook het debuutalbum You Gotta Believe. In het jaar daarop brachten ze het album Music for the People uit, maar dat verkocht slecht. Wel hadden ze in de zomer van 1994 een hit in Europa met United (featuring Prince Ital Joe). Wahlberg deed in 1993 een campagne voor jeanswear als model voor Calvin Klein en vervolgde zijn carrière met acteren. Zijn bekendste films zijn Boogie Nights, The Italian Job, Shooter, The Perfect Storm, Planet of the Apes en Oscarwinnaar The Departed. Voor die laatste rol kreeg Wahlberg zijn eerste Oscarnominatie. Sinds 2004 is hij producent van de hitserie Entourage. Ook produceerde hij in 2008 een seizoen van In Treatment. Vanaf 2010 is Wahlberg producent van Boardwalk Empire. Daarnaast kreeg hij in 2010 een ster op de beroemde Hollywood Walk of Fame.

### Privéleven
Wahlberg had relaties met actrices Jordana Brewster en China Chow, zijn tegenspeelster uit The Big Hit. Vervolgens kreeg hij een relatie met fotomodel Rhea Durham. Het stel heeft inmiddels vier kinderen (twee zonen en twee dochters) en is sinds 1 augustus 2009 getrouwd.
Wahlberg is praktiserend katholiek en houdt zich ook bezig met liefdadigheid. Hij heeft een eigen goed doel, de Mark Wahlberg Youth Foundation.
Hij was bijna een van de vliegtuigslachtoffers geworden van de terroristische aanslag op het World Trade Center op 11 september 2001. Hij was van plan om samen met zijn vrienden van Boston naar Los Angeles te vliegen, maar ze besloten op het laatste moment naar Toronto te gaan.

## Discografie
Albums met Marky Mark & The Funky Bunch:
- Music for the People (1991)
- You Gotta Believe (1992)

Albums samen met Prince Ital Joe:
- Life in the Streets (1994)
- The Remix Album (1995)

### Singles
- Marky Mark and the Funky Bunch - Wildside (1991)
- Marky Mark and the Funky Bunch - Good Vibrations (1991) #1 in de VS
- Marky Mark and the Funky Bunch - I Need Money (1992)
- Marky Mark and the Funky Bunch - Peace (1992)
- Marky Mark and the Funky Bunch - Gonna Have A Good Time (1992)
- Prince Ital Joe feat. Marky Mark - Happy People (1993)
- Prince Ital Joe feat. Marky Mark - Life in the Streets (1994)
- Prince Ital Joe feat. Marky Mark - United (1994)
- Prince Ital Joe feat. Marky Mark - Babylon (1995)
- Marky Mark - No Mercy (1995)
- Marky Mark - Hey Dj (1996)
- Marky Mark - Feel the Vibe (1997)

### Hitlijsten
| Single met eventuele hitnotering(en) in de Nederlandse Top 40 | Datum van verschijnen | Datum van binnenkomst | Hoogste positie | Aantal weken | Opmerkingen                                                |
| ------------------------------------------------------------- | --------------------- | --------------------- | --------------- | ------------ | ---------------------------------------------------------- |
| Good Vibrations                                               | 1991                  | 28-09-1991            | 10              | 9            | als Marky Mark and The Funky Bunch / met Loleatta Holloway |
| Wildside                                                      | 1991                  |                       | tip8            |              | als Marky Mark and The Funky Bunch                         |
| United                                                        | 1994                  | 25-06-1994            | 9               | 10           | als Marky Mark / met Prince Ital Joe                       |

## Filmografie
- 2025 - Flight Risk
- 2024 - Arthur the King
- 2023 - The Family Plan
- 2022 - Uncharted
- 2022 - Father Stu
- 2021 - Infinite
- 2020 - Scoob! (stem)
- 2020 - Spenser Confidential
- 2018 - Instant Family
- 2018 - Mile 22
- 2017 - All the Money in the World
- 2017 - Daddy's Home 2
- 2017 - Transformers: The Last Knight
- 2016 - Patriots Day
- 2016 - Deepwater Horizon
- 2015 - Daddy's Home
- 2015 - Ted 2
- 2014 - The Gambler
- 2014 - Transformers: Age of Extinction
- 2013 - Lone Survivor
- 2013 - 2 Guns
- 2013 - Pain & Gain
- 2013 - Broken City
- 2012 - Ted
- 2012 - Contraband
- 2010 - The Fighter
- 2010 - The Other Guys
- 2010 - Date Night
- 2009 - The Lovely Bones
- 2008 - Max Payne
- 2008 - The Happening
- 2007 - Shooter
- 2007 - We Own the Night
- 2006 - Invincible
- 2006 - The Departed
- 2005 - Four Brothers
- 2004 - I Heart Huckabees
- 2003 - The Italian Job
- 2002 - The Truth About Charlie
- 2001 - Planet of the Apes
- 2001 - Rock Star
- 2000 - The Perfect Storm
- 2000 - The Yards
- 1999 - The Corruptor
- 1999 - Three Kings
- 1998 - The Big Hit
- 1997 - Boogie Nights
- 1997 - Traveller
- 1996 - Fear
- 1995 - The Basketball Diaries
- 1994 - Renaissance Man
- 1993 - The Substitute

- Bibsys: 1025406
- Biblioteca Nacional de España: XX1297617
- Bibliothèque nationale de France: cb14029693s (data)
- Catàleg d'autoritats de noms i títols de Catalunya: 981058610146906706
- Gemeinsame Normdatei: 119457407
- International Standard Name Identifier: 0000 0001 1466 2580
- Library of Congress Control Number: n92055233
- Nationale Bibliotheek van Letland: 000045731
- MusicBrainz: 7201bb47-82ce-471e-b520-4551ec84e8c7
- Nationale Bibliotheek van Tsjechië: xx0021720
- Nationale bibliotheek van Australië: 42203470
- Nationale Bibliotheek van Israël: 987007433737805171
- Nationale Bibliotheek van Polen: a0000001611622
- Nederlandse Thesaurus van Auteursnamen: 173306381
- Réseau des bibliothèques de Suisse occidentale: 02-A016447790
- SNAC: w64b3wxh
- Système universitaire de documentation: 061287261
- Trove: 1457157
- Virtual International Authority File: 3281157
- WorldCat: E39PBJqfP9GWDQ8JqJfjbgxCcP